# 트랜스포머 (만화)
트랜스포머(Transformers)는 해즈브로(Hasbro, Inc.)의 같은 이름의 장난감 라인을 기반으로 하는 트랜스포머라는 이름을 가진 만화책 시리즈이다. 이 트랜스포머의 주요 출판사는 세 곳 이상이다. 해즈브로(Hasbro, Inc.)는 초기에 첫 번째 시리즈로 1984년부터 1991년까지 마블 코믹스(Marvel Comics)에서 제작했으며 80개 이슈(issues)에 대해 진행되었고 4개의 스핀오프 미니시리즈를 제작했다. 그 뒤를 이어 트랜스포머: 제너레이션 2(Transformers: Generation 2)라는 제목의 두 번째 볼륨이 1993년부터 12개의 이슈(issues)로 실행되었습니다. 두 번째 주요 시리즈는 2002년부터 2004년까지 드림웨이브 프로덕션즈(Dreamwave Productions)에서 여러 개의 제한된 시리즈와 여러 이야기 연속성으로 제작되었다. 회사는 2005년 파산했다. 현재 IDW 출판사(Idea and Design Works, LLC 또는 IDW Publishing)에서 2005년 10월호 0호를 시작으로 세 번째 시리즈를 제작하고 있으며 2006년 1월부터 일반 시리즈를 제작하고 있다. IDW에서 제작하는 몇 가지 한정 시리즈도 있다. 이 세 가지 주요 게시자 외에도 다양한 볼륨의 성공을 거둔 다른 여러 소규모 게시자들도 있다.

## 스타트렉 대 트랜스포머
스타트렉 대 트랜스포머(Star Trek vs. Transformers)는 IDW 출판사(IDW Publishing)에서 발행한 5권의 만화책 한정 시리즈이다. 1973년 만화 스타트랙: 애니메이션 시리즈(Star Trek: The Animated Series,약칭:TAS)와 1984년 만화 트랜스포머(Transformers)의 캐릭터와 아트 스타일을 사용하여 스타트렉(Star Trek)과 트랜스포머(Transformers) 프랜차이즈 간의 크로스오버 작품이다. 첫 번째 호는 2018년 9월에 출시되었다.  이 만화는 5부작 미니 시리즈로 발행되었으며 두 SF 세계를 혼합하여 호평을 받았다. 특히 작가 필립 머피(Philip Murphy)의 예술적 스타일을 셀 애니메이션에 비유한 캐릭터로 높이 평가받았다.

## 같이 보기
- 트랜스포머 (영화)
- 트랜스포머 (종족)